# Alex & spol.
Alex & spol. (v italském originále Alex & Co.) je italský televizní sitcom stanice Disney Channel. Jeho úvodní díl měl v Itálii premiéru 11. května 2015. Seriál vypráví příběh o pěti kamarádech, kteří touží změnit svět a promlouvat lidmi jejich vlastní hudbou. Setkávají se také na střední škole, kde se poprvé setká celá jejich parta, a později se stanou nerozlučnými přáteli. Brzy založí svou vlastní skupinu Sound Alound. Ve druhé řadě seriálu kapelu přejmenují na Alex & spol.

## ŘadyPo
| Řada | Díly | Premiéra v Itálii | Premiéra v Itálii  | Premiéra v ČR  | Premiéra v ČR     |
| Řada | Díly | První díl         | Poslední díl       | První díl      | Poslední díl      |
| ---- | ---- | ----------------- | ------------------ | -------------- | ----------------- |
| 1    | 13   | 11. května 2015   | 27. května 2015    | 6. února 2016  | 19. března 2016   |
| 2    | 18   | 27. září 2015     | 29. listopadu 2015 | 10. října 2016 | 8. listopadu 2016 |
| 3    | 20   | 24. září 2016     | 29. června 2017    | 24. dubna 2017 | 15. září 2017     |

## Film
- Alex & Spol.: Jak dospět navzdory rodičům – 28. července 2017

## Postavy
| Postava               | Herec               | Dabing (1.série)                                              | Dabing (2.série)   | Dabing (3.série)   |
| --------------------- | ------------------- | ------------------------------------------------------------- | ------------------ | ------------------ |
| Alex Leoni            | Leonardo Cecchi     | David Štěpán                                                  | David Štěpán       | David Štěpán       |
| Nicole De Ponteová    | Eleonora Gaggero    | Ivana Korolová                                                | Ivana Korolová     | Ivana Korolová     |
| Emma Ferrariová       | Beatrice Vendramin  | Kristýna Skružná                                              | Terezie Taberyová  | Terezie Taberyová  |
| Christian Alessi      | Saul Nanni          | Robin Pařík                                                   | Robin Pařík        | Robin Pařík        |
| Samuel Sam Costa      | Federico Russo      | Jan Battěk                                                    | Jan Battěk         | Jan Battěk         |
| Linda Rossettiová     | Lucrezia Di Michele | Klára Nováková                                                | Klára Nováková     | Klára Nováková     |
| Rebecca Guglielminová | Giulia Guerrini     | Rozita Erbanová                                               | Kristýna Skružná   | Kristýna Skružná   |
| Samantha Ferriová     | Asia Corvino        | Adéla Nováková                                                | Adéla Nováková     | Adéla Nováková     |
| Nina                  | Debora Villa        | René Slováčková                                               | René Slováčková    | René Slováčková    |
| Augusto Ferrari       | Roberto Citran      | Ludvík Král (starší epizody) / Jiří Valšuba (novější epizody) | Jiří Valšuba       | Jiří Valšuba       |
| Giovanni Belli        | Michele Cesari      | Pavel Vondrák                                                 | Pavel Vondrák      | Pavel Vondrák      |
| profesor Škropión     | Nicola Stravalaci   | Michal Michálek                                               | Michal Michálek    | Michal Michálek    |
| Victoria Williamsová  | Chiara Iezzi Cohen  |                                                               | Martina Kechnerová |                    |
| Clio Pintová          | Miriam Dossena      |                                                               |                    | Martina Kechnerová |
| Diana                 | Sara Borsarelli     |                                                               |                    | Regina Řandová     |
| Sara                  | Entica Pintone      |                                                               |                    | Marika Šoposká     |